# João Galvão de Medeiros
João Galvão de Medeiros (Natal, 14 de setembro de 1921 — Rio de Janeiro, 16 de setembro de 1976) foi um engenheiro civil e político brasileiro outrora deputado federal pelo Rio Grande do Norte.

## Biografia
Filho de Osvaldo Orlando de Medeiros e Maria Galvão de Medeiros. Formado em Engenharia Civil, elegeu-se deputado federal via PSP em 1954, mas afastou-se da vida pública ao fim do mandato.